# Penuktukan
Penuktukan is een bestuurslaag in het regentschap Buleleng van de provincie Bali, Indonesië. Penuktukan telt 3803 inwoners (volkstelling 2010).